# Union des comités de femmes palestiniennes
L'union des comités de femmes palestiniennes (UPWC), en arabe : اتحاد لجان المرأة الفلسطينية, est une organisation palestinienne à but non lucratif fondée en 1980 « pour renforcer les capacités des femmes palestiniennes à tous les niveaux et contribuer à la lutte nationale palestinienne contre l'occupation militaire israélienne illégale des territoires palestiniens. »
En octobre 2021, l'UPWC est désignée comme organisation terroriste par Israël. Cette désignation est condamnée par Amnesty International, Human Rights Watch et le Haut-Commissariat des Nations unies aux droits de l'homme, qui la qualifient d'« attaque frontale contre le mouvement palestinien de défense des droits de l'homme et contre les droits de l'homme partout dans le monde ». La CIA n'est pas en mesure de corroborer l'étiquette « terroriste » attribuée par Israël aux groupes de défense des droits des Palestiniens.